# Sinningia macropoda
Sinningia macropoda är en tvåhjärtbladig växtart som först beskrevs av Thomas Archibald Sprague, och fick sitt nu gällande namn av Harold Emery Moore. Sinningia macropoda ingår i släktet Sinningia och familjen Gesneriaceae. Inga underarter finns listade i Catalogue of Life.